# Luizão
Luizão (født 14. november 1975) er en tidligere brasiliansk fodboldspiller.

## Brasiliens fodboldlandshold
| Brasiliens landshold | Brasiliens landshold | Brasiliens landshold |
| År                   | Kmp                  | Mål                  |
| -------------------- | -------------------- | -------------------- |
| 2000                 | 1                    | 0                    |
| 2001                 | 3                    | 2                    |
| 2002                 | 7                    | 1                    |
| Total                | 11                   | 3                    |